# Prionostemma laminus
Prionostemma laminus is een hooiwagen uit de familie Sclerosomatidae.